# خربة أبو فلاح
أبو فلاح قرية فلسطينية تقع قرية أبو فلاح إلى الشمال الشرقي من مدينة رام الله، وتبعد عنها 26 كم، ويصلها طريق فرعي مُعَبّد عبر قرية ترمسعيا يربطها بالطريق الرئيسي الذي يربط رام الله بنابلس  طوله 3 كم، وترتفع 780 م عن سطح البحر. ً وتحدها المغير شرقا، والمزرعة الشرقية غربا وترمسعيا شمالا وكفر مالك جنوبا. تبلغ مساحة أراضي القرية 9500 دونماً وهناك حوالي مثل هذه المساحة تابعة للقرية تقع ضمن أراضي القرى المجاورة، ترمسعيا، المغير وكفر مالك، قام أهالي القرية بشرائها خلال النصف الأول من القرن الماضي يزرع معظمها بالزيتون، ويزرع أيضاً أشجار العنب والتين واللوز وغيرها من الأشجار المثمرة.
يوجد في القرية شبكة كهرباء تأسست عام 1983 م  وقد تم تطوير هذه الشبكة في العام 2018 وتحويل الخطوط من هوائية إلى أرضية بالتعاون بين المجلس القروي وشركة الكهرباء، كما ويوجد شبكة مياه أيضا تم تأسيسها في نفس الفترة وهي أيضا تم تطويرها وإعادة تأهيلها في العام 2018  . ويوجد في القرية شبكة هاتف وأما شبكة الصرف الصحي فما تزال القرية تعتمد على الحفر الامتصاصية مسببا تلوث بيئي ومشاكل لأهالي القرية.
والقرية ما زالت مُثالا يحتذي به في الضفة الغربية في الحفاظ والتشبث بالأرض حيث احتفظ أهالي القرية بأراضيهم وتمسكوا بها ولم يتسرب أي منها إلى الاحتلال الإسرائيلي.

## التسمية

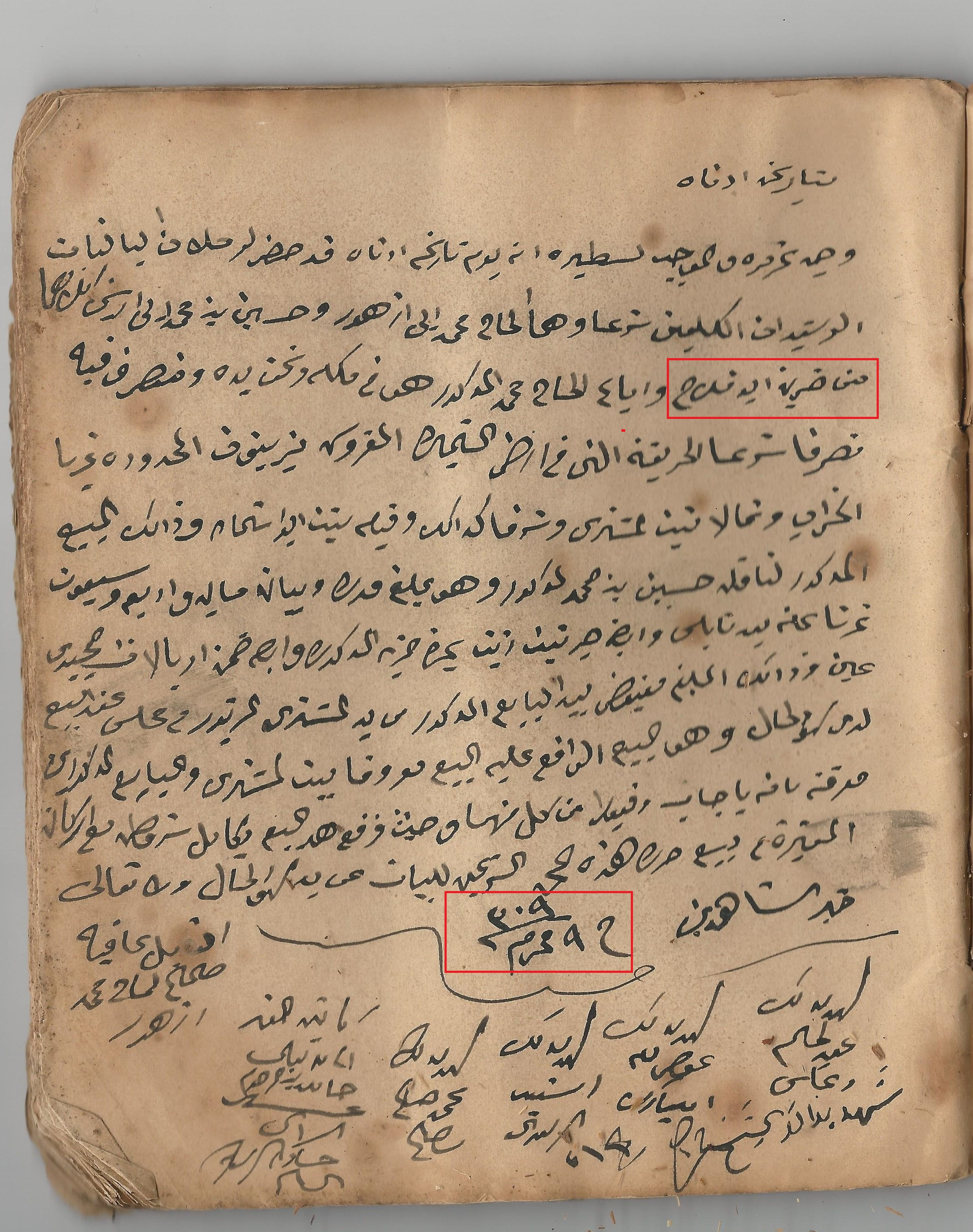
وثيقة إثبات تعود للعام 1892م.

تعتبر قرية أبو فَلَاح من القرى الحديثة حيث تمتد إلى بضع مئات من السنين وقد ورد معنى الفَلَاح لغة في معجم الوسيط من الفعل فَلَحَ، والفلاح هو الفوز والنجاة والبقاء في النعيم والخير.  تعرف خربة أبو فلاح بالإضافة إلى اسمها الرسمي هذا أيضا بخربة الجردة وذلك نسبة إلى عشيرة الجرادات التي يرجع اصل أهالي القرية لها.ويقول الباحث الأردني فايز أبو فردة ان سكان خربة أبو فلاح يرجع اصلهم إلى الجرادات وهؤلاء يرجعون إلى قبائل العمرو من بني عقبة من جذام وسكنوا مدينة الكرك الأردنية وبالتحديد من بلدة دومنة في محافظة الكرك.وقام الأمير يوسف النمر الجرادات باجلاء هذه العشيرة عام 1670 ميلادية إلى فلسطين في سعير وجنين ونابلس وقسم منهم نزل في موقع القرية الحالي والتي سميت لاحقا خربة أبو فلاح. واما سبب التسمية فيمكن الرجوع إلى المراجع التاريخية للاطلاع عليه مثل معجم أسماء القرى والمدن الفلسطينية، ومعجم  بلدان فلسطين.ويؤكد على هذه التسمية المؤرخ مصطفى مراد الدباغ في موسوعة «بلادنا فلسطين». حيث تحدث عن تاريخ القرية في كتابه: (نزح في القرن الماضي (القرن التاسع عشر) فريق من عرب الجرادات من منطقة الكرك إلى قرية المزرعة الشرقية وبعد قليل رحل هؤلاء النازحون على اثر خلاف بينهم وبين سكان القرية واستقروا في موقع قريتهم الحالي التي اسموها أبو فلاح). وتحدث غيره من المؤرخين عن تاريخ القرية واصل التسمية بما يتوافق مع ما تحدث به المؤرخ مصطفى الدباغ.
ومما يدل على اسم القرية الرسمي خربة أبو فلاح  وجود العديد من الوثائق والعقود  المذكور فيها اسم القرية تعود لفترة الوجود العثماني  في بلادنا في القرن التاسع عشر. ووثائق في فترة حكومة فلسطين في عشرينيات القرن الماضي (القرن العشرين).وهذه بعض الوثائق.

## المواقع الاثرية
يوجد في قرية أبو فلاح عدد من المواقع الأثرية، حيث يقع في شرقها (خربة سيع) التي تحتوي على آثار قديمة متعددة، ويوجد في الشمال الشرقي (خربة البدود). وتبلغ المساحة العمرانية للقرية حوالي ثلاثة آلاف دونم.

## التعداد السكاني للقرية
بلغ عدد سكان القرية عام 1922م حوالي 519 نسمة، وفي عام 1931 بلغ عدد السكان 588 وفي عام 1945م 710 نسمة، وبعد عام 1961 بلغ عدد السكان 1057 نسمة وبعد عدوان حزيران 1967م بلغ عدد سكانها حسب الإحصاء الإسرائيلي1196 نسمة، حيث ارتفع هذا العدد ليصل عام 1987م حوالي 2091 نسمة.وحسب بيانات مركز الإحصاء الفلسطيني نهاية عام2007 بلغ عدد سكان القرية حوالي 4000 نسمة. واليوم عدد السكان المقيمين في القرية حسب مركز الإحصاء الفلسطيني لعام 2017 م هو 4392 نسمة.

## التطور العمراني
في عام 1940م تم بناء أول مسجد في القرية كان يضم طابقين، وبعد أربع سنوات تم بناء أول مدرسة للذكور وبعد ذلك بأربع سنوات تم بناء مدرسة للإناث.وفي مطلع الستينات كان عدد الطلاب 120 طالب وعدد الطالبات 79 طالبة، فلسطين من ناحية أخرى تم توصيل القرية بشبكة الكهرباء التابعة لشركة كهرباء القدس عام (1984) وتوصيل القرية بشبكة  المياه التابعة لمصلحة مياه محافظة القدس لمنطقة رام الله عام (1985) كذلك تم ربط القرية بشبكة الهاتف عام (1998).
واليوم أصبحت القرية تضم أربعة مدارس أساسية وثانوية للإناث وأساسية وثانوية للبنين. وتضم القرية أربعة مساجد وشبكة جيدة من الطرق بالإضافة إلى العديد من المباني العامة.

## التعليم
تعتبر قرية أبو فلاح من أكبر القرى في المحافظة والتي ترتفع نسبة التعليم فيها، حيث أن عدد الطلبة الجامعيين يزيد عن 400 طالب وطالبة يدرسون في جامعات فلسطين: جامعة بير زيت، جامعة النجاح الوطنية، وجامعة القدس المفتوحة. يوجد بها عدة مدارس:
1. مدرسة ذكور أبو فلاح الثانوية.
2. مدرسة ذكور أبو فلاح الأساسية.
3. مدرسة بنات أبو فلاح الثانوية.
4. مدرسة بنات أبو فلاح الأساسية.

## مساجد القرية
1. يوجد في القرية أربعة مساجد: 1.   مسجد أبو عبيدة (المسجد الغربي) تأسس عام 1980 وتم إضافة طابق جديد له عام 2006 بدعم من أهالي القرية والمجلس القروي. 2.   المسجد القديم (وسط البلد). 3.   مسجد البيادر. 4.    مسجد  التقوى تم تشييده في العام 2019 م بدعم من أهالي القرية.

## النواحي الصحية
يوجد في القرية عيادة حكومية تم إعادة تأهيلها في العام 2018 م ونقلها إلى مق المجلس القروي بالتعاون بين المجلس القروي ومجموعة الاتصالات الفلسطينية.

## النسيج الاجتماعي
يوجد في القرية حمولتان هما:
·       حمولة حمايل، وتضم ثلاث عائلات: أبو مرة، الفقها وأبو حية.
·       حمولة شومان، وتضم ثلاث عائلات: الصراصير، نزال وأبو فلاح.
أهم ما يميز القرية في هذا الجانب هو العلاقة الاجتماعية المترابطة بين جميع العائلات في البلدة وجميعها تعمل بروح الفريق الواحد لخدمة القرية.ولعل المشاريع التي تم إنجازها في القرية خير دليل على ذلك. تمتاز البلد باهتمامها بالتعليم في المراحل الأساسية والجامعية حيث هناك المئات من طلاب القرية من خريجي الجامعات والمعاهد وطلابها.

## الاحتلال الإسرائيلي
صادرت سلطات الاحتلال جزء من أراضيها وأقامت عليها مستوطنة (شيلو) وهي قرية تعاونية تأسست عام 1978م على أراضي مساحتها 1600 دونم.

## وصلات خارجية
- خربة أبو فلاح -رام الله- فلسطين في الذاكرة.
- ملف: خربة أبو فلاح.
- أهالي قرية أبو فلاح يخرجون بفكرة تسوية الأرض.
- قرية أبو فلاح ارضها وأهلها مدن وقرى ومخيمات فلسطين - أقصانا الجريح.
- عشيرة الجرادات في خربة أبو فلاح / رام الله - النسابون العرب.